# 6783 Gulyaev
6783 Gulyaev è un asteroide della fascia principale. Scoperto nel 1990, presenta un'orbita caratterizzata da un semiasse maggiore pari a 2,7632584 UA e da un'eccentricità di 0,1471434, inclinata di 10,40484° rispetto all'eclittica.